# Рассеянные элементы
Рассеянные элементы — химические элементы, которые практически не встречаются в природе в виде самостоятельных минералов и концентрированных залежей, а встречаются лишь в виде примесей в различных минералах. Рассеянные элементы извлекают попутно из руд других металлов или полезных ископаемых (углей, солей, фосфоритов, природных вод и пр.). К рассеянным элементам принадлежат рубидий, таллий, галлий, индий, скандий, германий и др.